# Daisy Mohr
Daisy Mohr (Amsterdam, 1978) is een Nederlandse televisieproducent en Midden-Oostencorrespondent.
Mohr was producent voor onder meer RTL Nieuws en correspondent voor Het Parool. Anno 2019 werkt ze voor de NOS en Nieuwsuur, en onder meer ook voor Deense, Zweedse en Vlaamse media.
Mohr volgde per 1 december 2019 Marcel van der Steen op als NOS-correspondent voor het Midden-Oosten. Ze spreekt vloeiend Arabisch en woont sinds 2002 in Libanon. In 2025 kreeg ze samen met cameravrouw Edmée van Rijn de Tegel in de categorie 'eerstelijnsverslaggeving' voor hun werk vanuit het Midden-Oosten, onder meer voor hun verslag vanuit Syrië na de val van het regime van Bashar al-Assad.